# Твардовский, Александр Трифонович
Алекса́ндр Три́фонович Твардо́вский (8 [21] июня 1910, хутор Загорье, Смоленская губерния — 18 декабря 1971, Москва) — русский советский писатель, поэт и прозаик, журналист, военный корреспондент. Подполковник (1944). Главный редактор журнала «Новый мир» (1950—1954 и 1958—1970).
Член Центральной ревизионной комиссии КПСС (1952—1956), кандидат в члены ЦК КПСС (1961—1966).

## Биография
Родился 8 (21) июня 1910 года на хуторе Загорье рядом с деревней Сельцо (ныне в Починковском районе Смоленской области) в семье деревенского кузнеца Трифона Гордеевича Твардовского (1881—1949) и Марии Митрофановны (1888—1965), в девичестве — Плескачевской, происходившей из однодворцев.
Младший брат поэта — Иван Трифонович Твардовский (1914—2003), впоследствии литератор, краснодеревщик, резчик по дереву и кости, во время Великой Отечественной войны был в плену, после плена приговорён к 10 годам ИТЛ, в 1952 году был досрочно освобождён.
Дед поэта, Гордей Васильевич Твардовский, был бомбардиром (солдатом-артиллеристом), служившим в Польше, откуда привёз прозвище «пан Твардовский», перешедшее к его сыну. Это прозвище (в реальности не связанное с дворянским происхождением) заставляло Трифона Гордеевича воспринимать себя скорее как однодворца, нежели крестьянина.

Земля эта — десять с небольшим десятин — вся в мелких болотцах и вся заросшая лозняком, ельником, березкой, была во всех смыслах незавидна. Но для отца, который был единственным сыном безземельного солдата и многолетним тяжким трудом кузнеца заработал сумму, необходимую для первого взноса в банк, земля эта была дорога до святости. Нам, детям, он с самого малого возраста внушал любовь и уважение к этой кислой, скупой, но нашей земле — нашему «имению», как в шутку и не в шутку называл он свой хутор. <...>
Между прочим, он ходил в шляпе, что в нашей местности было странностью и даже некоторым вызовом, и нам, детям, не позволял носить лаптей, хотя из-за этого случалось бегать босиком до глубокой осени. Вообще многое в нашем быту было «не как у людей.

Мать, Мария Митрофановна, происходила из однодворцев. Трифон Гордеевич был человеком начитанным — по вечерам в их доме часто читали вслух Пушкина, Гоголя, Лермонтова, Некрасова, Толстого, Никитина, Ершова. На десятилетие сына он подарил ему книгу. Стихотворения Твардовский начал сочинять, ещё будучи неграмотным.

### Начало литературной деятельности
В 14 лет Твардовский стал писать маленькие заметки в смоленские газеты. В 1925 году в газете «Смоленская деревня» было напечатано первое стихотворение Твардовского «Новая изба». Затем Твардовский, собрав несколько стихотворений, принёс их Михаилу Исаковскому, работавшему в редакции газеты «Рабочий путь». Исаковский встретил поэта приветливо, позже став другом и наставником молодого Твардовского: «Михаилу Исаковскому, земляку, а впоследствии другу, я очень многим обязан в своем развитии».
В 1928 году Твардовский ушёл из семьи и переехал в Смоленск: «Специальности у меня никакой не было. Поневоле пришлось принимать за источник существования грошовый литературный заработок и обивать пороги редакций». Тогда же был принят в Ассоциацию пролетарских писателей.
В 1931 году была опубликована его первая поэма «Путь к социализму». В 1935 году в Смоленске, в Западном областном государственном издательстве, вышла первая книга «Сборник стихов» (1930—1936). Всего с 1925 по 1935 год Твардовский написал и опубликовал, главным образом на страницах смоленских газет и других областных изданий, более 130 стихотворений.
В 1932 году Твардовский поступил на первый курс Смоленского государственного педагогического института. В 1936 году Твардовский переезжает в Москву и поступает на третий курс Московского института философии, литературы и истории.
В 1938 году публикует стихотворение «Ленин и печник».
В 1939 году Твардовский окончил МИФЛИ.
С ноября 1939 по апрель 1940 года в составе группы писателей Твардовский работал в качестве военного корреспондента в газете Ленинградского военного округа «На страже Родины». Тогда ему было присвоено воинское звание батальонный комиссар. Твардовский участвовал в походе Красной Армии в Западную Белоруссию и в войне с Финляндией.
30 ноября 1939 года в газете были опубликованы стихи Твардовского «Час настал». Одно из стихотворений поэта той поры посвящено полевой кухне:
Дельный — что и говорить —

Был старик тот самый,

Что придумал суп варить

На колёсах прямо!
Стихотворение «На привале» было напечатано в газете «На страже Родины» 11 декабря 1939 года. В статье «Как был написан „Василий Тёркин“» А. Твардовский сообщил, что образ главного героя был придуман в 1939 году для постоянной юмористической рубрики в газете «На страже Родины».

### Коллективизация, репрессия семьи
Несмотря на то, что родители, братья и сёстры Твардовского были раскулачены и сосланы, а его хутор был сожжён односельчанами, сам он поддержал коллективизацию крестьянских хозяйств. В поэмах «Путь к социализму» (1931) и «Страна Муравия» (1934—1936) Твардовский изобразил коллективизацию Сталина как предвестник «светлого будущего».
Годы скитаний семьи описаны в воспоминаниях младшего брата, Ивана Трифоновича.
Отец был кузнецом, наёмным трудом не пользовались, поэтому формально под определение «кулаков» не попадали. Но хозяйство имели прочное, в колхоз вступать отказались и, как единоличники были обложены налогом, выплатить который не могли даже полностью продав имущество. На сельском сходе они были признаны подлежащими раскулачиванию и высылке.
В марте 1931 году родители с шестью детьми вместе с другими такими же семьями были вывезены в Свердловскую область на станцию Ляля, затем в спецпоселение Парча для работы на лесозаготовках. Там они получили письмо от Александра из Смоленска со словами что «Ликвидация кулачества как класса не есть ликвидация людей, и, тем более, детей». Дальше он сообщил, что больше писать не сможет, и попросил не писать ему. Конвоя и охраны в поселении не было. Передвижение было достаточно свободным. Это, и относительно лояльное отношение коменданта позволило отцу с сыном Павлом уйти из посёлка и добраться до родных мест. В Смоленске они нашли Александра и попросили хоть о помощи. В ответ услышали предложение бесплатно отправить назад. Иван пишет, что в дальнейшем встречаясь с Александром, он чувствовал в нём скрытую вину и стыд за его поведение в то время. То же он отмечает и в стихах брата тех лет.
Лет семнадцать тому назад

Мы друг друга любили и знали.

Что ж ты, брат?

Как ты, брат?

Где ж ты, брат?

На каком Беломорском канале?..
Напрямую это никогда не высказывалось, но тёплых доверительных отношений между братьями не сложилось.
После встречи с сыном, при ночёвке в случайном месте, отца и Павла арестовали. Трифон Гордеевич сумел бежать, оставив сына в спецприёмнике, надеясь, что по малолетству того не накажут, а определят к кому-то из родни. Затем разыскал других родственников и с их помощью выправил себе документы на их фамилию. Это дало возможность устроиться работать кузнецом. Ежемесячно высылаемые им деньги позволили семье выжить. Через год отец вернулся к семье, зимой 1932—1933 годов сумел вывезти её с поселения, и затем обосноваться в Русском Туреке Вятской области. Весной 1936 года Александр приехал к родным. Встреча была очень тёплой. Он обнял отца и сказал: «Так вот оно бывает, папа. Не надо вспоминать.» Затем приехал ещё раз, уже со своим другом, поэтом Михаилом Исаковским. Летом 1936 года он перевёз родных в Смоленск. По тем временам это было очень мужественным шагом.
Родители, четверо братьев и две сестры Твардовского были реабилитированы 30 января 1996 года.
Отметка от том, что он из семьи кулака значилась в личном деле Твардовского всю жизнь. За пару лет до смерти он попросил убрать её, но получил отказ.

### Великая Отечественная война
Образ отважного, смекалистого и с чувством юмора красноармейца Василия Тёркина был создан Твардовским во время работы в газете «На страже Родины» во время советско-финской войны. Впервые стихи о нём появились в номере газеты от 5 января 1940 года. Они появлялись и в виде стихотворных текстов под сериями рисунков о подвигах Тёркина (напоминающих современные комиксы), а затем и в виде отдельных более глубоких по лиричности и психологической прорисовке героя стихотворений.
В 1941—1942 годах работал в Воронеже в редакции газеты Юго-Западного фронта «Красная Армия».
Поэма «Василий Тёркин» (1942—1945), «книга про бойца без начала, без конца» — самое известное произведение Твардовского; это цепь эпизодов из Великой Отечественной войны. Поэма отличается простым и точным слогом, энергичным развитием действия. Эпизоды связаны друг с другом только главным героем — автор исходил из того, что и он сам, и его читатель могут в любой момент погибнуть. По мере написания главы печатались в газете Западного фронта «Красноармейская правда» и были невероятно популярны на передовой. Поэма являлась одним из атрибутов фронтовой жизни, в результате чего Твардовский стал культовым автором военного поколения.
Помимо прочего, «Василий Тёркин» выделяется среди других произведений того времени полным отсутствием идеологической пропаганды, упоминаний о Сталине и партии.
Приказом войскам 3-го Белорусского фронта № 505 от 31.07.1944 сотрудник редакции газеты «Красноармейская правда», подполковник А. Т. Твардовский награждён орденом Отечественной войны 2-й степени за написание поэм «Василий Тёркин» и «Дом у дороги» и очерков об освобождении белорусской земли, а также выступления во фронтовых частях перед бойцами и офицерами. Приказом войскам № 480 от 30.04.1945 Твардовский награждён орденом Отечественной войны 1-й степени за улучшение содержания газеты (написание очерков о боях в Восточной Пруссии) и повышение её воспитательной роли.

### Послевоенные годы
В 1946 году дописана поэма «Дом у дороги», где упоминаются первые трагические месяцы Великой Отечественной войны. В послевоенные годы, когда шла Борьба с космополитизмом, Т. Лысенко и его сторонникам удалось привлечь на свою сторону центральную печать. Были опубликованы статьи А. Суркова, А. Твардовского и Г. Фиша в «Литературной газете», в которых они обвиняли генетиков А.Р. Жебрака и Н.П. Дубинина в антипатриотизме и низкопоклонстве перед Западом. Прямым следствием этих статей являлась организация «суда чести» над А.Р. Жебраком, состоявшегося 21-22 ноября 1947 г. В соавторстве с М. Исаковским, А. Сурковым и Н. Грибачёвым написал стихотворение «Слово советских писателей товарищу Сталину», прочитанное на торжественном заседании по случаю семидесятилетия И. В. Сталина в Большом театре 21 декабря 1949 года.
В дни смерти и похорон Сталина А. Т. Твардовский написал следующие строки:
В этот час величайшей печали

Я тех слов не найду,

Чтоб они до конца выражали

Всенародную нашу беду…
В поэме «За далью — даль», написанной на пике хрущёвской «оттепели», воспевается романтика мирного советского созидания и послевоенного восстановления страны. Также писатель осуждает Сталина и, как и в книге «Из лирики этих лет. 1959—1968» (1969), размышляет о движении времени, долге художника, о жизни и смерти. В этой поэме о культе личности Сталина и его последствиях говорится в главе «Так это было», о реабилитации незаконно репрессированных при Сталине говорится в главе «Друг детства».
В этой поэме выразилась такая мировоззренческая сторона жизни и творчества Твардовского, как «державность». Культ сильного государства у Твардовского, однако, не связан с культом какого-либо государственного деятеля и вообще конкретной формы государства.

### Работа в «Новом мире»
Твардовский был главным редактором журнала «Новый мир» в 1950—1954 и 1958—1970 годах.
Осенью 1954 года Твардовский постановлением ЦК КПСС был снят с поста главного редактора журнала «Новый мир» за попытку печатания поэмы «Тёркин на том свете» и публикацию в «Новом мире» публицистических статей Владимира Померанцева, Фёдора Абрамова, Михаила Лифшица, Марка Щеглова.
В оба периода редакторства Твардовского в «Новом мире», особенно после XXII съезда КПСС, журнал стал прибежищем антисталинских сил в литературе, символом «шестидесятничества», органом легальной оппозиции советской власти. В «Новом мире» печатались произведения Фёдора Абрамова, Василя Быкова, Бориса Можаева, Юрия Трифонова, Юрия Домбровского.
В 1960-е годы Твардовский в поэмах «По праву памяти» (опубликована в 1987 году) и «Тёркин на том свете» пересмотрел своё отношение к Сталину и сталинизму. В это же время Твардовский получил разрешение Хрущёва на публикацию рассказа «Один день Ивана Денисовича» Солженицына.
Новая направленность журнала должна была оценивать литературные произведения прежде всего по их верному отражению жизни, идейной и художественной значимости, мастерству, невзирая на имена авторов и не смущаясь неизбежных при литературно-редакторской работе нареканий и обид. Такая позиция вызвала недовольство не столько партийной верхушки и чиновников идеологических отделов, сколько так называемых «неосталинистов-державников» в советской литературе. В течение нескольких лет велась острая литературная (и фактически идеологическая) полемика журналов «Новый мир» и «Октябрь» (главный редактор Всеволод Кочетов, автор романа «Чего же ты хочешь?», направленного в том числе и против Твардовского). Стойкое идейное неприятие журнала выражали и «патриоты-державники».
После снятия Хрущёва с высших постов в прессе (журнал «Огонёк», газета «Социалистическая индустрия») была проведена кампания против журнала «Новый мир». Борьбу с журналом вёл Главлит, систематически не допускавший к печати самые важные материалы.
5 января 1966 года на заседании Секретариата ЦК КПСС Демичев высказал мнение:

Плохо действуют на читателей, особенно на молодёжь, многие материалы, публикуемые в „Юности“ и „Новом мире“. Я думаю, что Твардовского больше не следует избирать в состав ЦК.

26 июля 1969 года в журнале «Огонёк» было опубликовано письмо «Против чего выступает „Новый мир?“» 11 литераторов (Михаил Алексеев, Сергей Викулов, Сергей Воронин, Виталий Закруткин, Александр Иванов, Сергей Малашкин, Александр Прокофьев, Пётр Проскурин, Сергей Смирнов, Владимир Чивилихин, Николай Шундик). Это стало началом кампании по смене редколлегии и, в дальнейшем, изменению редакционной политики журнала.
Как вспоминал об этих событиях в заведующий сектором художественной литературы Отдела культуры ЦК КПСС Альберт Беляев, и после отставки Хрущева курс журнала не изменился, несмотря на изменения политики руководства страны:

Твардовский вольно или невольно становился центральной фигурой в литературном процессе, вокруг которой группировались борцы со сталинизмом, борцы за правду в литературе. Журнал «Новый мир» становился собирателем этих настроений. Главлит постоянно снимал материалы, задерживал номера. Журнал набирал популярность. А это не нравилось Суслову. В 1968 году, после обсуждения очередного остановленного цензурой номера, Секретариат ЦК принял решение укрепить редакцию, что означало отстранение Твардовского от должности. Одновременно секретари ЦК договорились не принимать Твардовского и не отвечать на его письма. Так же решили в ЦК незадолго до самоубийства Александра Фадеева.

Поскольку формально уволить Твардовского руководство Союза писателей не решалось, последней мерой давления на журнал стало снятие заместителей Твардовского и назначение на эти должности враждебных ему людей. Твардовский был вынужден написать 7 февраля 1970 года письмо на имя Л. И. Брежнева, в котором квалифицировал осуществляемые по отношению к журналу мероприятия как его «укрощение» и предупреждал о самых отрицательных последствиях, и литературных, и политических, которые будут восприняты как рецидив сталинизма. Ответ не был получен. 9 февраля 1970 года с Твардовского были сняты редакторские полномочия, часть редколлегии журнала последовала его примеру, сложив их с себя. Редакция была, по сути, разгромлена. Записка КГБ «Материалы о настроениях поэта А. Твардовского» от имени Ю. В. Андропова была направлена 7 сентября 1970 года в ЦК КПСС.
В «Новом мире» идеологический либерализм сочетался с эстетическим традиционализмом. Твардовский холодно относился к модернистской прозе и поэзии, отдавая предпочтение литературе, развивающейся в классических формах реализма. В 1965 году, выступая на Конгрессе европейского сообщества писателей, Твардовский отнёс себя к большинству людей, полагающих независимое от мнений существование действительности, и бывшей ранее, и будущей потом. Подчеркнул в этом её высшую для себе ценность, и нежелание её замены никаким другим, неслужащим выяснению сущности этой действительности и не берущим на себя никакой ответственности за неё перед людьми и миром.
Многие крупнейшие писатели 1960-х годов публиковались в журнале, многих журнал открыл читателю. Например, в 1961 году был опубликован очерк «Глухой, неведомой тайгою» инженера-изыскателя Александра Побожия, а в 1964 году в августовском номере была опубликована большая подборка стихотворений воронежского поэта Алексея Прасолова.

### Последние годы
В 1966 году Твардовский отказался одобрить судебный приговор писателям Юлию Даниэлю и Андрею Синявскому. В 1968 году отказался подписать опубликованное 30 октября 1968 года в «Литературной газете» «Открытое письмо писателям Чехословакии» в поддержку ввода советских войск в ЧССР, поскольку содержание письма представлялось ему весьма невыгодным для чести и совести советского писателя.
В конце жизни тяжело болел.

И неожиданно, и горько-печально стал внешне молодеть, когда смертельно заболел и с лица спало всё лишнее и в нём проступили щемящие черты далёкого, молодого, тридцатилетнего. До слёз трудно было глядеть на это молодеющее, но уже готовое к отходу лицо... А. И. Кондратович

22 сентября 1970 года Твардовский перенёс инсульт, приведший к потере подвижности и речи, а в больнице у него обнаружился ещё и запущенный рак лёгких.
Умер 18 декабря 1971 года в дачном посёлке Красная Пахра Московской области. Похоронен в Москве на Новодевичьем кладбище (участок № 7).

### Личная жизнь
- Дед — Гордей Васильевич Твардовский (ум. в 1917)[36], из крепостных крестьян, отставной военный, был бомбардиром-наводчиком, служил в Варшаве[37].
- Отец — Трифон Гордеевич (1881—1949)[4].
- Мать — Мария Митрофановна (1888—1965)[4], происходила из однодворцев.
- Братья:
  - Константин (1908[38]—2002[39]),
  - Иван (1914—2003)[38], автор воспоминаний «Страницы пережитого» (о жизни семьи в ссылке после раскулачивания), «У нас нет пленных» (о пребывании в плену и возвращении на родину через ГУЛАГ) и «Родина и чужбина».
  - Павел (1917[38]—1983[40]),
  - Василий (1925—1954)[38].
- Сёстры:
  - Анна (1912[38]—2000[41] и
  - Мария (1922[38]—1984[40]).
- Жена — Мария Илларионовна Горелова (1908—1991). В браке родились дети:
  - Валентина (1931—2023)[42], историк, доктор исторических наук.
  - Александр (1937—1938)[4], умер в детстве от дифтерии[43].
  - Ольга (1941—2017), заслуженный художник России[4].

## Оценки современников
Это и был тот самый человек, которого накануне один мой товарищ назвал: «Уважаемый в государстве! Не забудь…»

В. Я. Лакшин одной из самых ярких черт Твардовского считал его доверчивость:

Да, при всей пронзительной остроте ума, он был человек по-детски доверчивый, потому что верил в справедливость и ждал её от жизни. <...> Для Твардовского, как ни дорожил он искусством, жизнь была всё же важнее поэзии

О. Г. Верейский восхищался физической красотой Твардовского, державшегося прямо, ходившего мягко и «пружинно», светлые глаза смотрели строго и внимательно.
А. И. Кондратович констатировал большой авторитет Твардовского и в правительстве, и в писательских кругах, о чем свидетельствовали его неоднократные выступления на съездах КПСС с большими речами о роли писателей в строительстве коммунистического общества.
А. И. Солженицын отмечал преданность Твардовского русской литературе, «её святому подходу к жизни».
По мнению К. М. Симонова даже став выдающимся поэтом, Твардовский оставался таким же выдающимся студентом, упорно идя к поставленной цели, своё образование завершил в лучшем тогда гуманитарном вузе страны.

Завоевав своими поэмами подлинный авторитет, с которым вынуждены были считаться официальные верхи, Твардовский употребил всё своё влияние на то, чтобы открыть дорогу в литературе таланту, правде и совести, в чём он так преуспел, руководя «Новым миром».

## Память
- С 1980 года в СССР и России неоднократно издавались посвящённые Твардовскому почтовые марки и художественные маркированные конверты[50].
- В Смоленске, Воронеже, Волгограде, Новосибирске, Балашихе, Омске и Москве именем Твардовского названы улицы.
- Имя Твардовского присвоено московской школе № 279.
- В честь А. Твардовского назван самолёт «Аэрофлота» Airbus A330-343E VQ-BEK.
- 2 апреля 1988 года в честь А. Т. Твардовского назван астероид 3261 Tvardovskij, открытый в 1979 году астрономом Н. С. Черных.
- В 1988 году открыт мемориальный музей-усадьба «А. Т. Твардовский на хуторе Загорье».
- 22 июня 2013 года в Москве на Страстном бульваре рядом с редакцией журнала «Новый мир» открыт памятник Твардовскому. Авторы — народный художник России Владимир Суровцев и заслуженный архитектор России Виктор Пасенко[5].
- В 2015 году в Русском Туреке в честь посещения Твардовским села открыта мемориальная доска.
- В 2025 году приказом Министерства культуры РФ учреждена медаль Александра Твардовского[51].

## Награды и премии
- Сталинская премия второй степени (1941) — за поэму «Страна Муравия» (1936)
- три ордена Ленина (31 января 1939, 20 июня 1960, 28 октября 1967)
- орден Красной Звезды (1940) — за участие в советско-финской войне (1939—1940)
- орден Отечественной войны II степени (31.07.1944)
- орден Отечественной войны I степени (30.04.1945)
- Сталинская премия первой степени (1946) — за поэму «Василий Тёркин» (1941—1945)
- Сталинская премия второй степени (1947) — за поэму «Дом у дороги» (1946)
- Ленинская премия (1961) — за поэму «За далью — даль» (1950—1960)
- орден Трудового Красного Знамени (20.06.1970)
- Государственная премия СССР (1971) — за сборник «Из лирики этих лет. 1959—1967» (1967)
- медали

К пятидесятилетию писателю вместо звания Героя Социалистического Труда дали «всего лишь» орден Ленина. По «легенде», передаваемой В. Войновичем в книге «Время гибких. Жизнь и необычайные приключения писателя Войновича (рассказанные им самим)», в этой связи секретарь правления Союза писателей СССР Константин Воронков сказал Твардовскому: «Вёл бы себя осмотрительней, дали бы Героя», на что тот будто бы ответил: «Никогда не знал, что Героя дают за трусость»